# Aardbeving
Een aardbeving is een trilling of schokkende beweging van de aardkorst.
Aardbevingen vinden plaats als er in de aardkorst plotseling veel energie vrijkomt. De energie plant zich dan in een golfbeweging vanuit het centrum naar de omgeving voort. Het denkbeeldige punt waar de beving ontstaat, het zwaartepunt van de energiedichtheid, heet het hypocentrum. Het punt aan het aardoppervlak daar loodrecht boven wordt het epicentrum genoemd. Een lijn van gelijke bevingsintensiteit rond een epicentrum heet een isoseist. Seismologie is de wetenschap van aardbevingen. Tijdens een aardbeving treden tribo-elektrische effecten op in de vorm van lichtflitsen.
De meeste aardbevingen komen voor in de aardkorst tot op een diepte van ongeveer 30 kilometer. Er komen echter ook bevingen voor op dieptes tot ongeveer 700 kilometer. De meeste aardbevingen komen voor rond de grenzen van tektonische platen. Aardbevingen die ontstaan onder de zeespiegel worden, minder correct, ook wel zeebevingen genoemd. Een zeebeving kan een vloedgolf of tsunami veroorzaken, maar dat is niet altijd het geval. Dit gebeurt alleen als grote delen van de zeebodem omhoog komen waardoor een abnormale hoeveelheid water plotseling verplaatst wordt. Er ontstaat dan een schokgolf die zich in alle richtingen verspreidt. Waar de golf het land bereikt neemt de diepte van de zee af, en neemt de hoogte van de golf toe. Tsunami's kunnen veel hoger zijn dan normale golven in een branding en kunnen ook langer aanhouden.
Zware aardbevingen en tsunami's veroorzaken vaak veel slachtoffers en grote schade. De zwaarste aardbeving ooit gemeten was de aardbeving van Valdivia in Chili in 1960 (9,5{\displaystyle M_{\mathrm {w} }}). De zwaarste aardbeving in Europa was voor zover bekend de aardbeving in Lissabon van 1755 (8,5-9,0 {\displaystyle M_{\mathrm {w} }}).

## Oorzaken

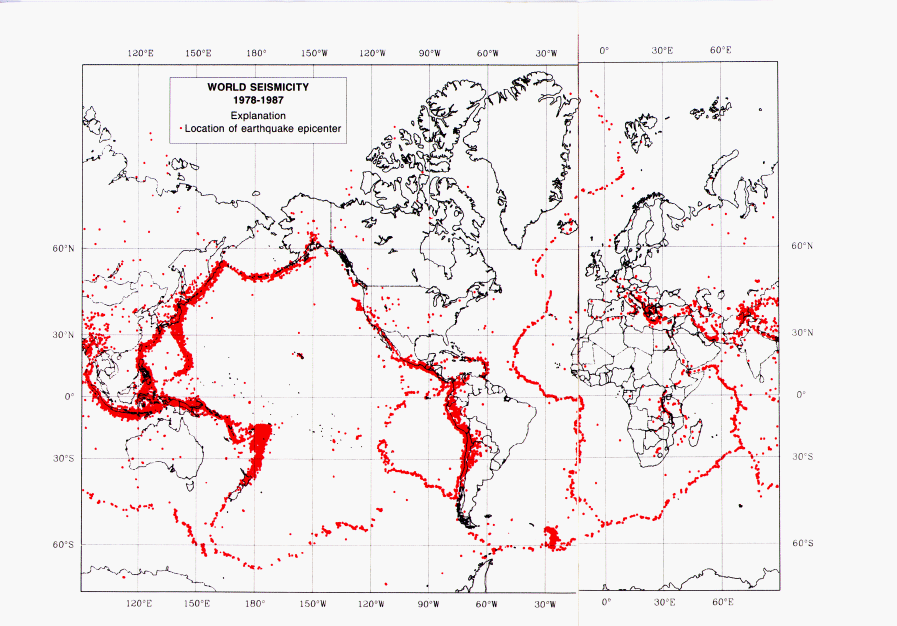
Verdeling van aardbevingen (1978-1987) (bron: USGS)

Veel aardbevingen hangen samen met langzame bewegingen en het opbouwen van mechanische spanning in de lithosfeer. De meeste spanning ontstaat door het bewegen van tektonische platen, die langzaam ten opzichte van elkaar bewegen (platentektoniek). Op kleinere schaal vindt er ook binnen de platen deformatie plaats.
Door deze relatieve beweging wordt spanning opgebouwd in de korst. Als de spanning hoog genoeg is kan er een schoksgewijze beweging van het materiaal aan weerszijden van een breuk in de korst optreden: de aardbeving. Hierbij wordt (een deel van) de opgebouwde spanning ontladen.
Naschokken zijn kleinere bevingen die binnen enkele uren na de eerste beving voelbaar zijn. Deze zijn vaak het gevolg van spanningsontlading op andere, nabijgelegen delen van dezelfde breuk of op andere nabije breuken. Naschokken gebeuren in de dagen na de aardbeving. Wanneer het 7 dagen rustig is geweest noemt men het niet meer een naschok maar een nieuwe aardbeving.
Aardbevingen op dieptes van enkele honderden kilometers worden vaak toegeschreven aan andere mechanismen. Ten eerste kunnen deze worden veroorzaakt in een subducerende plaat door de overgang van mineralen van een fase naar de andere (zie convectie in de aarde). Wanneer de oude fase metastabiel was, kan de overgang naar de nieuwe fase zeer plotseling zijn. Op een vergelijkbare wijze kan het plotseling loslaten van water uit waterhoudende mineralen in de subducerende plaat een aardbeving veroorzaken.
Kleine aardbevingen zijn het gevolg van vulkanische activiteit (vulkanische aardbevingen) of ontstaan door instorting van holtes in kalksteenformaties of mijn(en) (instortingsbeving(en)).
Menselijk ingrijpen kan bevingen veroorzaken. De bodemdaling door de winning van aardgas brengt aardschokken teweeg door wijziging in gronddruk. Dit fenomeen doet zich onder meer voor in de provincie Groningen bij het dorp Loppersum.
Mogelijke andere oorzaken zijn ondergrondse kernproeven en meteorietinslagen.

## Meten
De omvang van aardbevingen kan worden aangegeven met de magnitude of met intensiteit. De magnitude geeft aan hoeveel energie er bij de aardbeving vrij kwam. Dat geeft aanwijzingen over de processen die zich in de aardbodem afspelen. De magnitude is onafhankelijk van de plaats op aarde waar deze wordt berekend. De magnitude van kleinere aardbevingen wordt gemeten op de schaal van Richter, dit is een logaritmische schaal van de hoeveelheid energie die bij de schok vrijkomt. Proefondervindelijk heeft men berekend dat iedere toename met één magnitude-eenheid overeenkomt met een 30-voudige verhoging van de vrijgekomen energie in de vorm van seismische trillingen. De hoeveelheid energie die vrijkomt bij een beving van magnitude 7 is dus 900 maal (30 x 30) zo groot als die welke vrijkomt bij een beving van magnitude 5. Een aardbeving met een magnitude van 3 op deze schaal is vrijwel altijd voelbaar. Vanaf magnitude 5 is sprake van een sterke aardbeving, die vrijwel altijd matige tot aanzienlijke schade aanricht. Een aardbeving met een magnitude van 7 of nog hoger is een zware tot zeer zware aardbeving, die over het algemeen een grootschalige ramp veroorzaakt. Dergelijke zware aardbevingen worden gemeten met de momentmagnitudeschaal ({\displaystyle M_{\mathrm {w} }}). In de media worden dergelijke aardbevingen soms ten onrechte aangeduid 'op de schaal van Richter'.
De intensiteit van de aardbeving geeft wat de uitwerking op het aardoppervlak is. Het geeft aanwijzingen over de gevolgen die de aardbeving heeft op het aardoppervlak. De intensiteit van een beving is afhankelijk van de plaats van waarneming. Een aardbeving op grote diepte geeft een minder grote intensiteit aan het aardoppervlak dan een minder grote diepte. De intensiteit is ook afhankelijk van de grondsoort, onderlagen, type verplaatsing en de afstand tot het epicentrum. Een voorbeeld van een schaal voor de intensiteit is de schaal van Mercalli. En verdere ontwikkeling van deze schaal leidde tot de Europese macroseismische schaal.

## Lokaliseren

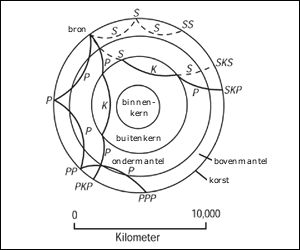
Schematische weergave van diverse golfpaden in de aarde

Een aardbeving verspreidt zich doorgaans in een cirkelvorm en het midden van die cirkel wordt aangeduid met epicentrum. In het epicentrum zijn de schokken het grootst en vaak vindt men rond het epicentrum de meeste verwoestingen.
Er zijn verschillende manieren om de locatie van een aardbeving te bepalen. De belangrijkste is het gebruik van P- en S-golven die met behulp van een seismometer geregistreerd worden. Dit zijn twee verschillende golven die zich door de aarde voortplanten:
- P-golven zijn longitudinale golven. Deze golven bewegen in dezelfde richting als waarin ze zich voortplanten (zelfde als geluidsgolven in lucht). Ze hebben een snelheid van ongeveer 6 km/s.
- S-golven zijn transversale golven. Deze golven bewegen loodrecht op de richting waarin ze zich voortplanten (net zoals golven op een wateroppervlak). Ze hebben een snelheid van ongeveer 3,5 km/s en zijn daarmee langzamer dan de longitudinale golven.

De eerste golf wordt primaire golf genoemd (P-golf), omdat deze bij een aardbeving als eerste aankomt bij een seismisch meetstation. De transversale golf komt daarna en wordt daarom secundaire golf (S-golf) genoemd.
Hoe langer de afstand die de golven afgelegd hebben, hoe groter het tijdsverschil is tussen de P- en S-golven. Uit dit tijdsverschil kan de afstand tussen het station en de aardbeving (=de epicentrale afstand) berekend worden. Met een meting uit één station kan een cirkel om dat station getekend worden waarin ergens de aardbeving heeft plaatsgevonden. Met een tweede station erbij, kan de aardbeving nog op twee plekken hebben plaatsgevonden - de twee snijpunten van de twee cirkels. Met drie stations en drie cirkels blijft er precies één plek aan het aardoppervlak over. Dit is het epicentrum, afgeleid van het Griekse epi (= "op").
Een aardbeving vindt op een bepaalde diepte onder het epicentrum plaats. Dit noem heet het hypocentrum, genoemd naar het Griekse hypo (is "onder").
Aardbevingsgolven worden in de aarde afgebogen door een geleidelijke variatie van de voortplantingssnelheid met de diepte en gebroken of gereflecteerd door plotselinge veranderingen van deze snelheid, bijvoorbeeld op de kern-mantelgrens. Hierdoor ontstaat een complex geheel van golffasen waaruit veel kan worden afgeleid over de inwendige structuur van de aarde.

## Voorspelling

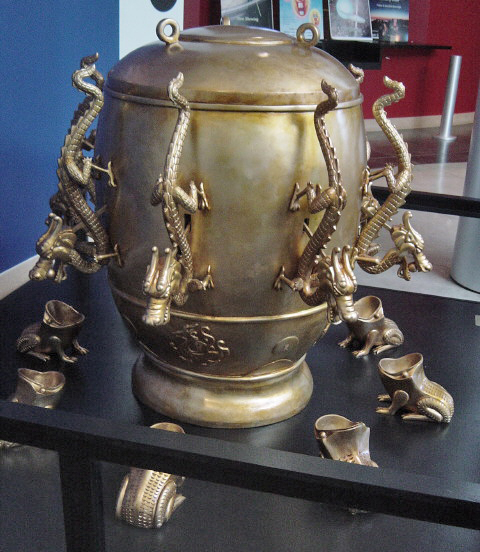
Bij een aardbeving beweegt de slinger in de kom en opent de mond van de draak (in de richting van de aardbeving). Een bal valt in een kom en hierdoor worden mensen gewaarschuwd voor de dreiging. Han-dynastie

Van tijd tot tijd worden er aardbevingen voorspeld. Volgens deskundigen is een juiste voorspelling vrijwel onmogelijk omdat te veel verschillende factoren van invloed zijn op het ontstaan van een beving. Desondanks wordt er getracht voorspellingen te doen om de menselijke schade te beperken. Tekenen die mogelijk van belang zijn:
- voorschokken
- veranderingen in de chemische samenstelling van het grondwater
- vloeistofdruk in de gesteentekolom
- langzame beweging langs breuklijnen
- bevingen in aangrenzende delen op de breuklijn
- statistische gegevens over de frequentie van aardbevingen
- veranderingen in het magnetisch veld ter plaatse
- spanning in het gesteente, te meten met spanningsmeters op een paar honderd meter diepte.

## België en Nederland

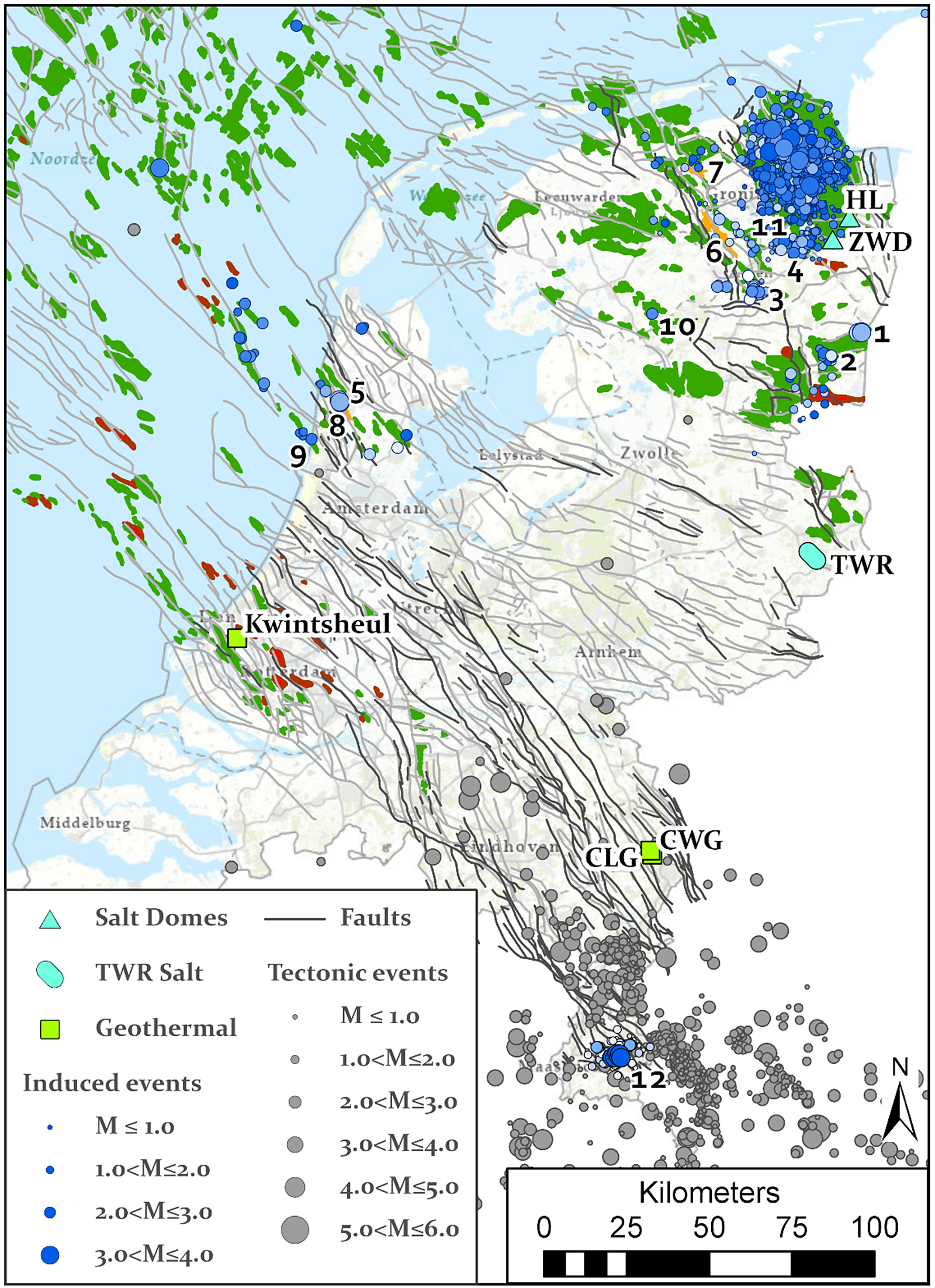
Overzicht van aardbevingen in Nederland, grijs natuurlijke bevingen, blauw geïnduceerde bevingen, groen gasvelden, rood olievelden

Met een geschatte sterkte van 6,3 was de aardbeving bij Verviers in 1692 de krachtigste aardbeving die ooit in België is waargenomen en een van de grootste bekende aardbevingen in West-Europa in de geschiedenis. Op 11 juni 1938 had in België de aardbeving bij Zulzeke plaats met een sterkte van 5,6. Het hypocentrum hiervan lag ten zuiden van Zulzeke, op een diepte van 19 km. Het was de krachtigste aardschok in België in de 20e eeuw, hoewel de intensiteit vanwege de grote diepte niet zo groot was. De lichtere aardbeving in Luik veroorzaakte in 1983 veel meer schade, omdat het hypocentrum zich slechts 5,8 km onder de stad bevond. Bij deze beving vielen twee doden en tientallen gewonden.
Jaarlijks komen in het zuiden en oosten van Nederland lichte aardbevingen of aardschokken voor met een sterkte tussen 2 en 3 op de schaal van Richter. Sterkere aardbevingen zijn in Nederland zeldzaam. Uitzonderingen zijn die in Uden op 20 november 1932 (5,0 op de schaal van Richter en een intensiteit van VI-VII op de 12-delige Schaal van Mercalli) en die nabij Roermond van 13 april 1992 (zie hierboven, magnitude 5,8), waarbij voor honderdduizenden guldens schade werd aangericht en een kerktoren gedeeltelijk instortte. Doordat het hypocentrum van deze aardbeving zich 17 km diep onder de grond bevond, vielen de gevolgen relatief mee. Volgens seismologen valt er in Nederland één keer op elke duizend jaar een aardbeving met deze sterkte of hoger te verwachten. In de vroege ochtend van 23 juni 2001 had in Zuid-Limburg opnieuw een aardbeving plaats met een sterkte van 3,9. In het Duitse Alsdorf vond op 22 juli 2002 een vrij sterke beving met een kracht van 4,9 plaats, die in Heerlen en Voerendaal nog goed te voelen was.
Het is moeilijk een aardbeving te voorspellen. De meeste aardbevingen komen volledig onverwachts. Wel is een aantal gebieden bekend die de meeste kans hebben op een aardbeving.

### Groningen en Drenthe
In de provincies Groningen en Drenthe hebben zich sinds 1986 een paar honderd aardbevingen voorgedaan als gevolg van het onttrekken van aardgas uit de ondergrond. De meeste waren zeer licht. Op 24 oktober 2003 vond echter bij Loppersum een aardbeving plaats met een sterkte van 3,0 op de schaal van Richter. De materiële schade was gering. Een beving met de kracht van 2,2 op de schaal van Richter werd geregistreerd op 5 augustus 2005 in Sappemeer; ook deze beving zou kunnen zijn ontstaan door bodemdaling als gevolg van aardgaswinning. In de provincie Groningen op augustus 2006 had een schok van 3,5 op de schaal van Richter en vond plaats in Westeremden. Twee jaar later, op 30 oktober 2008 opnieuw een aardbeving als gevolg van plaatselijke gaswinningsactiviteit plaats, ditmaal met een sterkte van 3,2.
Op 16 augustus 2012, rond 22.30 uur, werd er in de provincie Groningen een aardbeving waargenomen. Het epicentrum lag bij Huizinge en de aardbeving werd, net als de andere aardbevingen in dit gebied, veroorzaakt door de aardgaswinning door de NAM. Het European-Mediterranean Seismological Centre (EMSC) meldde aanvankelijk dat de schok een kracht had van 4,1 op de schaal van Richter, maar zwakte dat later af naar 3,7. Volgens een latere beoordeling van de KNMI was de kracht 3,6. Dit was de zwaarste aardbeving tot nu toe in de provincie. In het Groningenveld is een toename van het aantal bevingen te zien. Dit lijkt een samenhang te hebben met de toegenomen gaswinning. Op basis van de statistiek is het echter niet mogelijk gebleken om de maximaal mogelijke magnitude voor aardbevingen in het Groningenveld te schatten. In 2013 (25 januari) werd na het uitkomen van een rapport van de dienst Staatstoezicht op de Mijnen bekendgemaakt dat niet uitgesloten kon worden dat zich aardbevingen met een magnitude tot 5 op de schaal van Richter zouden kunnen voordoen. Hiernaar werd in 2013 verder onderzoek gedaan. Onder verantwoordelijkheid van minister Henk Kamp liepen elf onderzoeken die in december 2013 afgerond moesten zijn.
De aardbevingen in Noordoost-Groningen veroorzaken veel schade aan woningen doordat deze zich voordoen op slechts drie kilometer onder het aardoppervlak. Bovendien veroorzaakt de kleigrond een golvende werking aan het oppervlak, wat er eveneens toe leidt dat de schade aan huizen en gebouwen veelal aanzienlijk is. De gaswinning en aardbevingen in Groningen werden in 2014 onderwerp van maatschappelijke en politieke discussie. Diverse platformen, organisaties en actiegroepen werden opgericht, waaronder Schokkend Groningen en de Groninger Bodem Beweging, waar gedupeerde bewoners zich verenigden. De Provinciale Staten van de provincie Groningen besloten in mei 2016 aan te dringen op een parlementaire enquête over de gaswinning in Nederland, en daarbij de rol en de verantwoordelijkheid van de NAM en het verband met de aardbevingen.

## Seismische activiteit op de Maan
Door op de Maan tijdens het Apollo-project-achtergelaten seismometers zijn ook "maanbevingen" geregistreerd die worden veroorzaakt door inslagen en getijdenkrachten. Het eerste experiment was met de vlucht van Apollo 11 in 1969. Op de maan achtergelaten apparatuur bleef gedurende drie weken metingen doorzenden naar de Aarde.